# Baptisterio de Cremona
El baptisterio de Cremona (en italiano: battistero di San Giovanni Battista di Cremona) es un baptisterio —edificio destinado al rito del bautismo cristiano— italiano del siglo XII que está situado junto a la catedral de Cremona y cierra por el sur la plaza de la catedral.  Tiene 34 metros de altura y un diámetro de 20.50 metros; la planta del edificio es octagonal, con referencia numerológica al ocho (una referencia al culto de san Ambrosio de Milán, que simboliza el Octavo Día de la Resurrección y, desde entonces, el Bautismo, la unión del siete, el tiempo, más el uno, Dios). Con el Duomo y su campanario, el famoso Torrazzo di Cremona —símbolo de la ciudad y la torre más alta a principios de la Italia moderna—  constituyen uno de los conjuntos más emblemáticos de la Italia del norte de la transición románico- gótico lombardo, el último evidente en la preferencia por las paredes de ladrillo desnudas.

## Historia

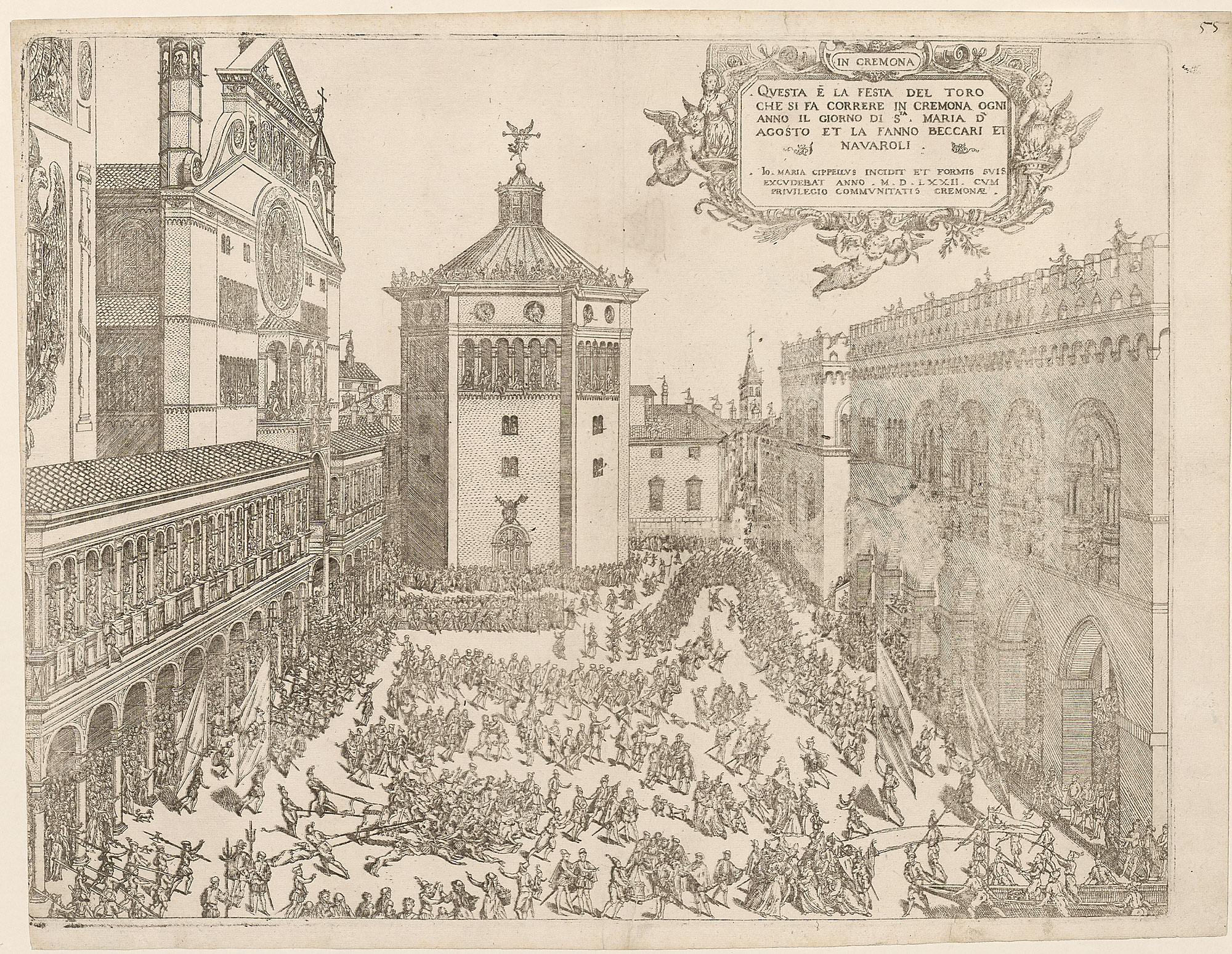
La festa del toro (Giovan Maria Cippelli, 1572)

El baptisterio de Cremona es un edificio de planta octogonal de color rosado que mide 34 m de alto y 20,50 m de diámetro. Su cima está rematada por una linterna.
Su construcción comenzó en 1167 y fue realizado con mampostería de ladrillo rojo (laterizi). En 1370, fue colocada la estatua de bronce del arcángel Gabriel que se encuentra cerca de la bóveda. Su abovedamiento, con cúpula, anticipó en casi dos siglos la famosa cúpula de la catedral de Santa María del Fiore. Sin embargo, fue durante la época del Renacimiento, después de varias restauraciones y ampliaciones, cuando el edificio tomó el aspecto actual (fueron rehechos, entre otros, el pavimento, el recubrimiento en mármol de algunas paredes y el techo con la bóveda, la pila bautismal  (1531) y el nártex (1588) de la entrada, en estilo románico, obra de Angelo Nani). Parece que en el siglo XV estaba conectado a la catedral por un pórtico y estaba rodeado de puestos.

## Exterior

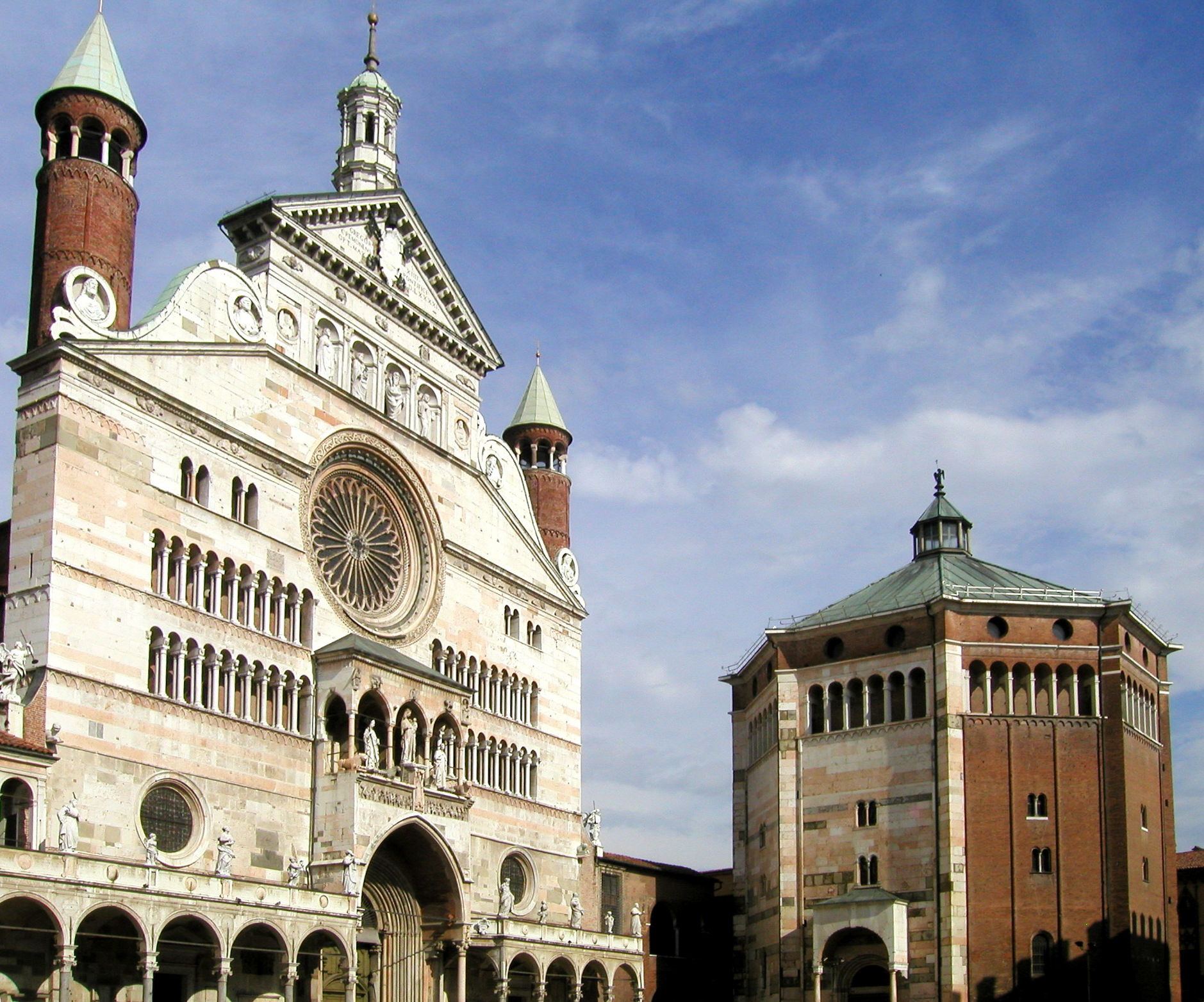
La catedral, cuya fachada es uno de los ejemplos más acabados del románico de toda Europa, y el baptisterio

Los lados, bordeados por contrafuertes angulares en el borde, están abiertos por pequeñas ventanas con una o dos luces que solo aligeran su apariencia. Todos los lados de ladrillo también están marcados por semicolumnas estrechas que no logran dar ímpetu a la construcción
Originalmente, el edificio tenía tres puertas, pero las del sur y el este se cerraron en 1592. Solo queda la puerta norte que da a la plaza. Está compuesta por un pórtico con dos leones, similar al pórtico avanzado (protiro) del Duomo de Cremona.
Su revestimiento es de mármol que se asemeja a la apariencia de la fachada del Duomo, pero solo en algunos lados ya que otros son de ladrillo rojo visto.
En la parte superior hay una galería adornada con pequeños arcos típicamente románicos retomando algunos elementos de la catedral cercana.
En el lado sur están en el muro las unidades de medida locales de 1388.

Vistas del exterior
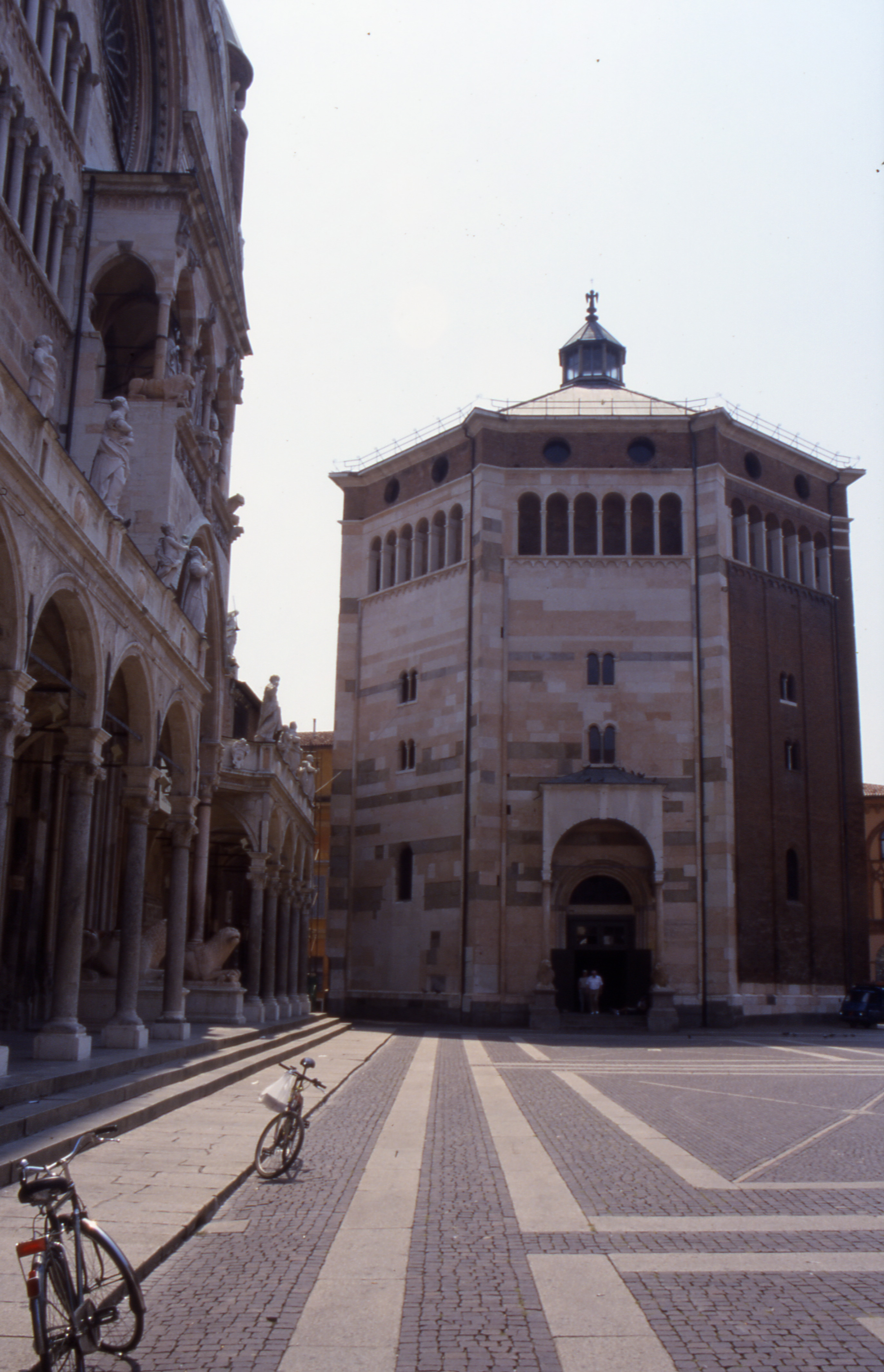
Vista de la fachada principal
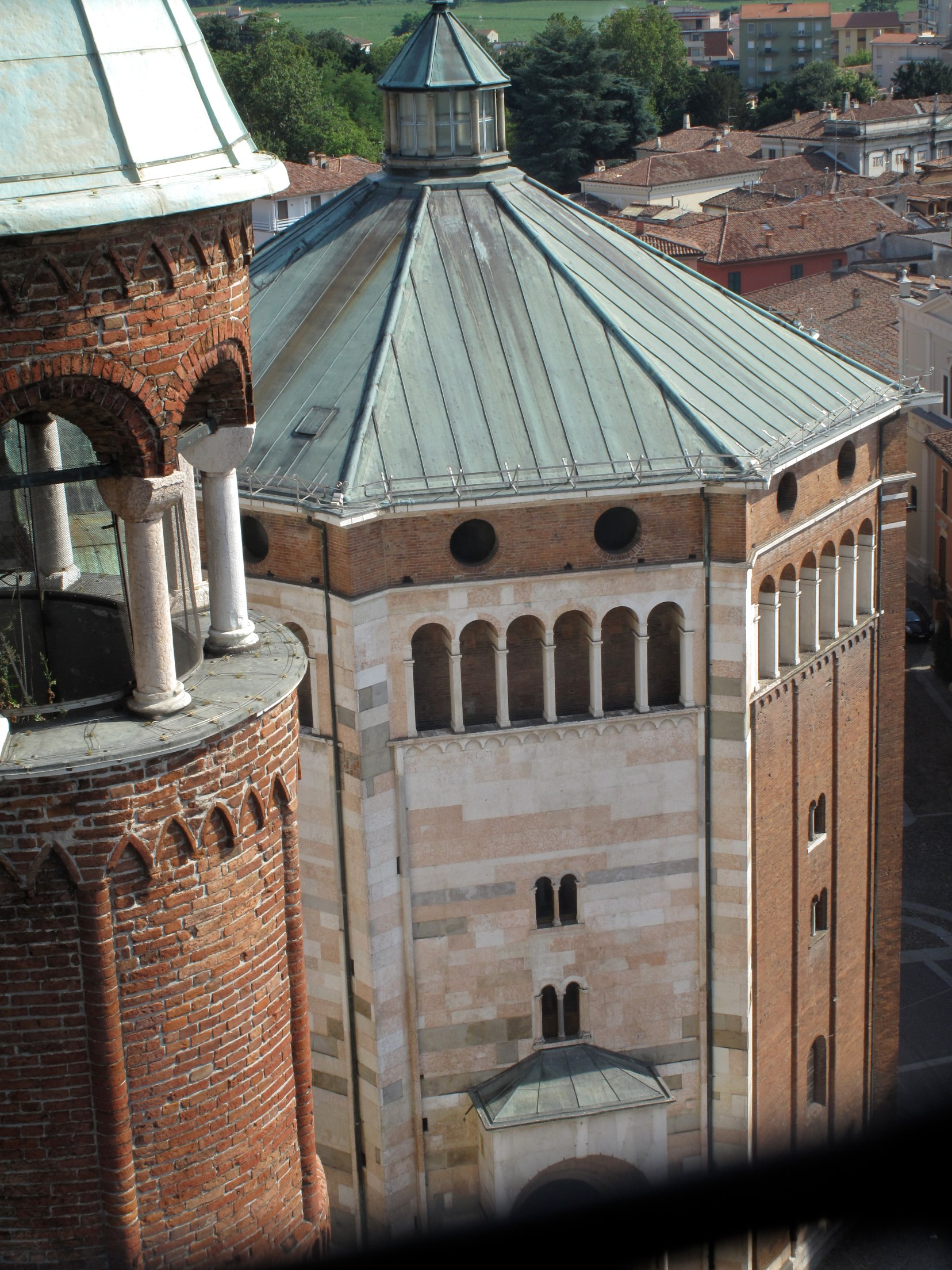
Vista desde la catedral
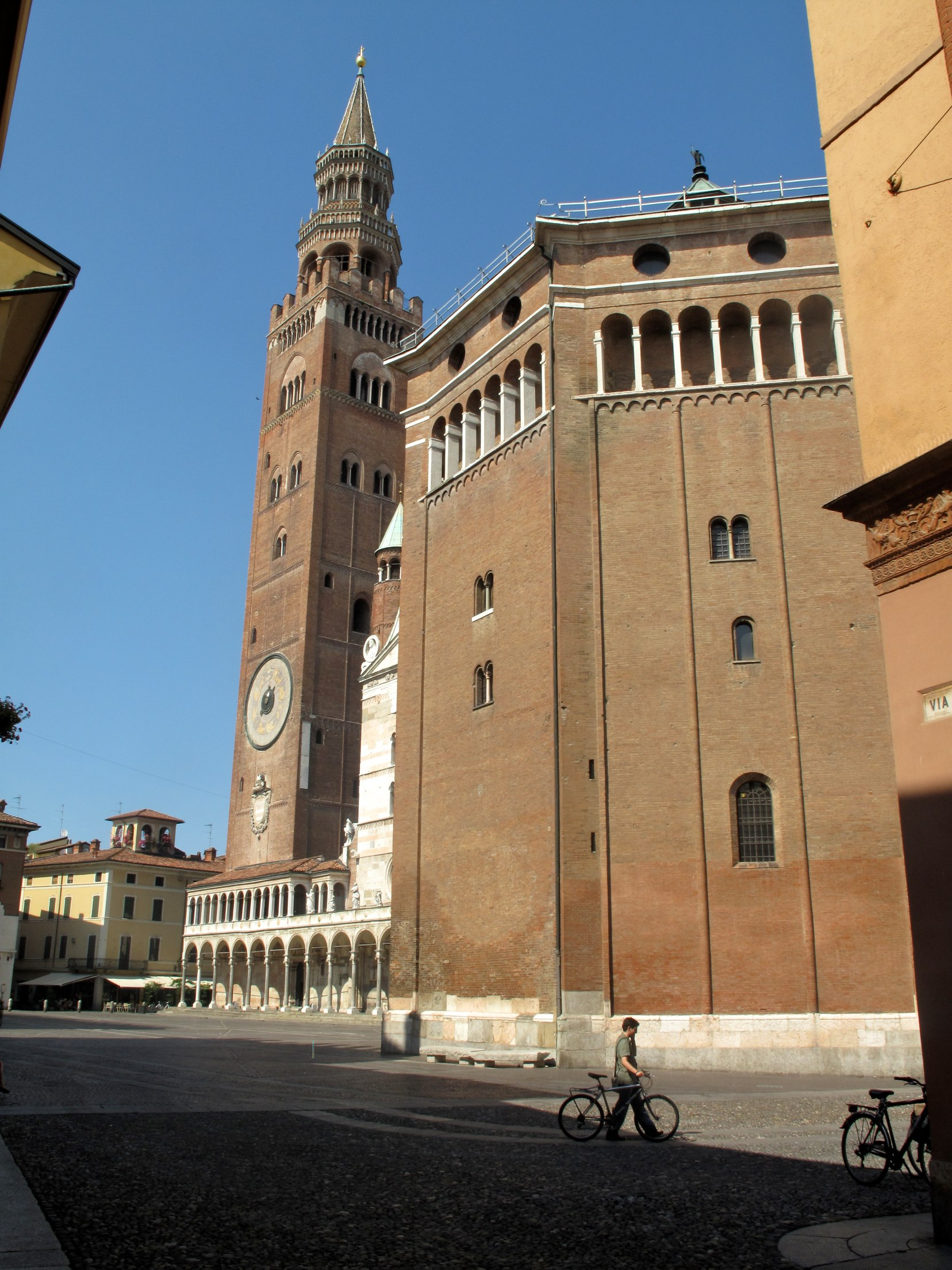
Lados traseros en ladrillo
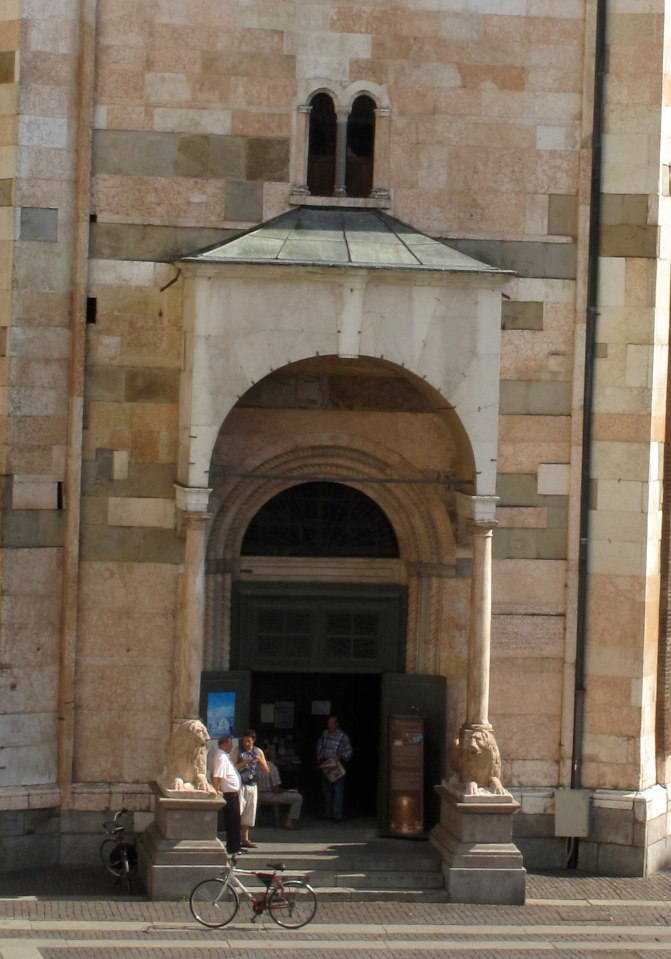
Detalle del pórtico avanzado (protiro)

## Interior

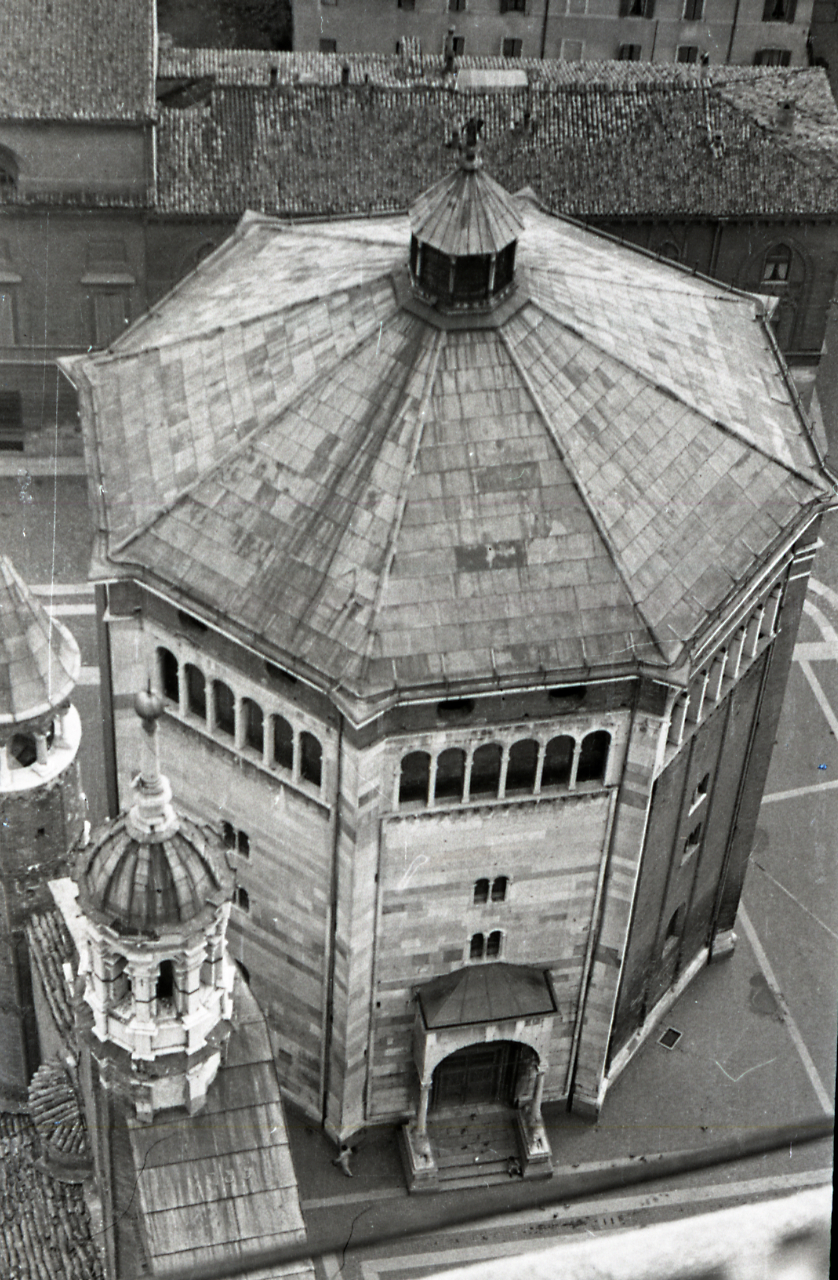
El baptisterio visto desde lo alto en una foto de Paolo Monti

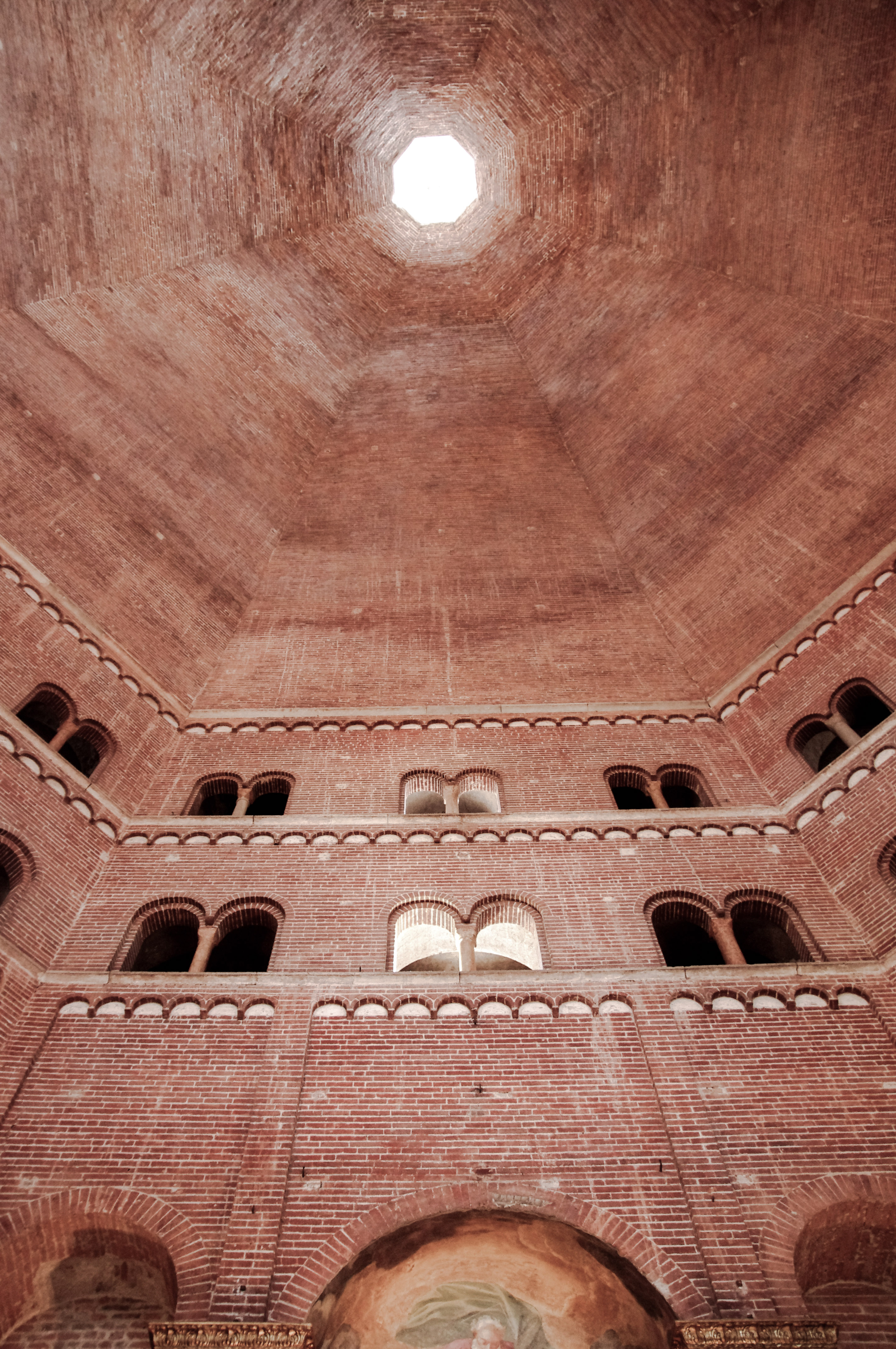
Interior de la cúpula

El interior, construido con ladrillos rosas, tiene forma de cúpula gótica. La luz penetra en el interior por la linterna en el techo, y en la parte central de cada lado, por una serie de dobles ventanas pequeñas.
El alzado interior está mucho más articulado que el exterior. En cada uno de los lados tres arcos desiguales sobre columnas marcan el nivel más bajo, una decoración sobria sobre el fondo de ladrillo. De cada capitel se eleva una lesena plana que se eleva hasta la primera cornisa marcada por una hilera continua perimetral de pequeños arcos en relieve colgantes. Sobre ella hay dos niveles, dos logias que consisten en ventanas geminadas (tres a cada lado, las más pequeñas más altas), también divididas por cornisas con arcos. Solo la doble serie de biforas centrales (ventanas de dos vanos) ilumina, ya que las otras dobles ventanas que las acompañan son ciegas.
La pila bautismal central consiste en una cuenca octogonal monolítica de mármol rojo de Sant'Ambrogio di Valpolicella, cerca de Verona, obra de Lorenzo Trotti (1527).  Está coronada con una estatua dorada del Cristo risorto. (Cristo resucitado).
Un crucifijo del trecento donación de una hermandad en 1697 domina el altar situado frente a la entrada. En los lados, dos altares, uno a la izquierda con una Madonna Addolorata (  Virgen Dolorosa) atribuida a Giacomo Bertesi, y el otro a la derecha, dedicado a San Blas (encargado por la hermandad ciudadana de los cardadores de lana entre 1592 y 1599).
Dos estatuas de madera que representan a San Filippo Neri y a San Giovanni Battista, obras de Giovanni Bertesi, así como otras estatuas y restos de la época medieval completan el patrimonio.

Vistas del interior
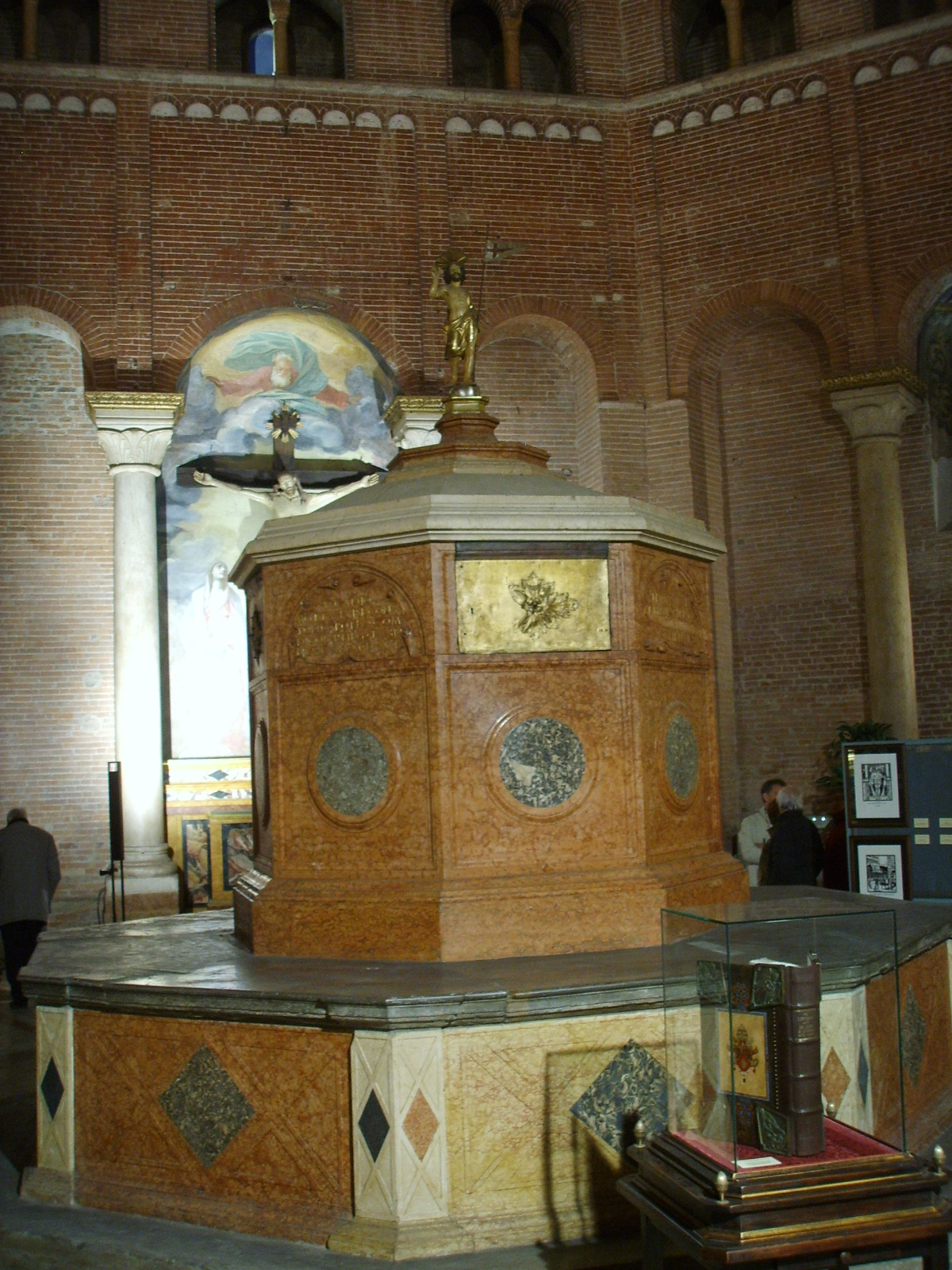
Pilas bautismales
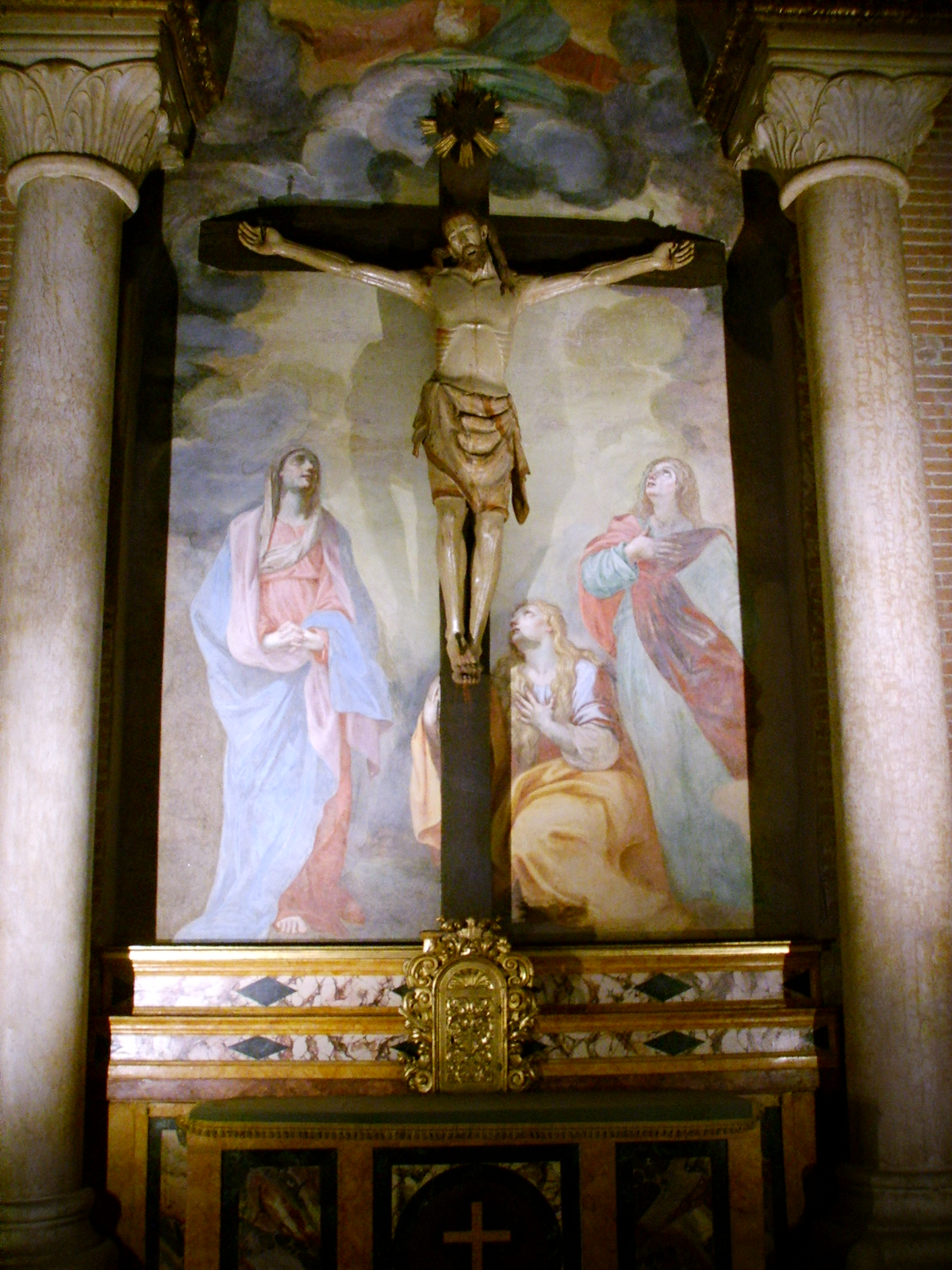
Altar del Crucifijo
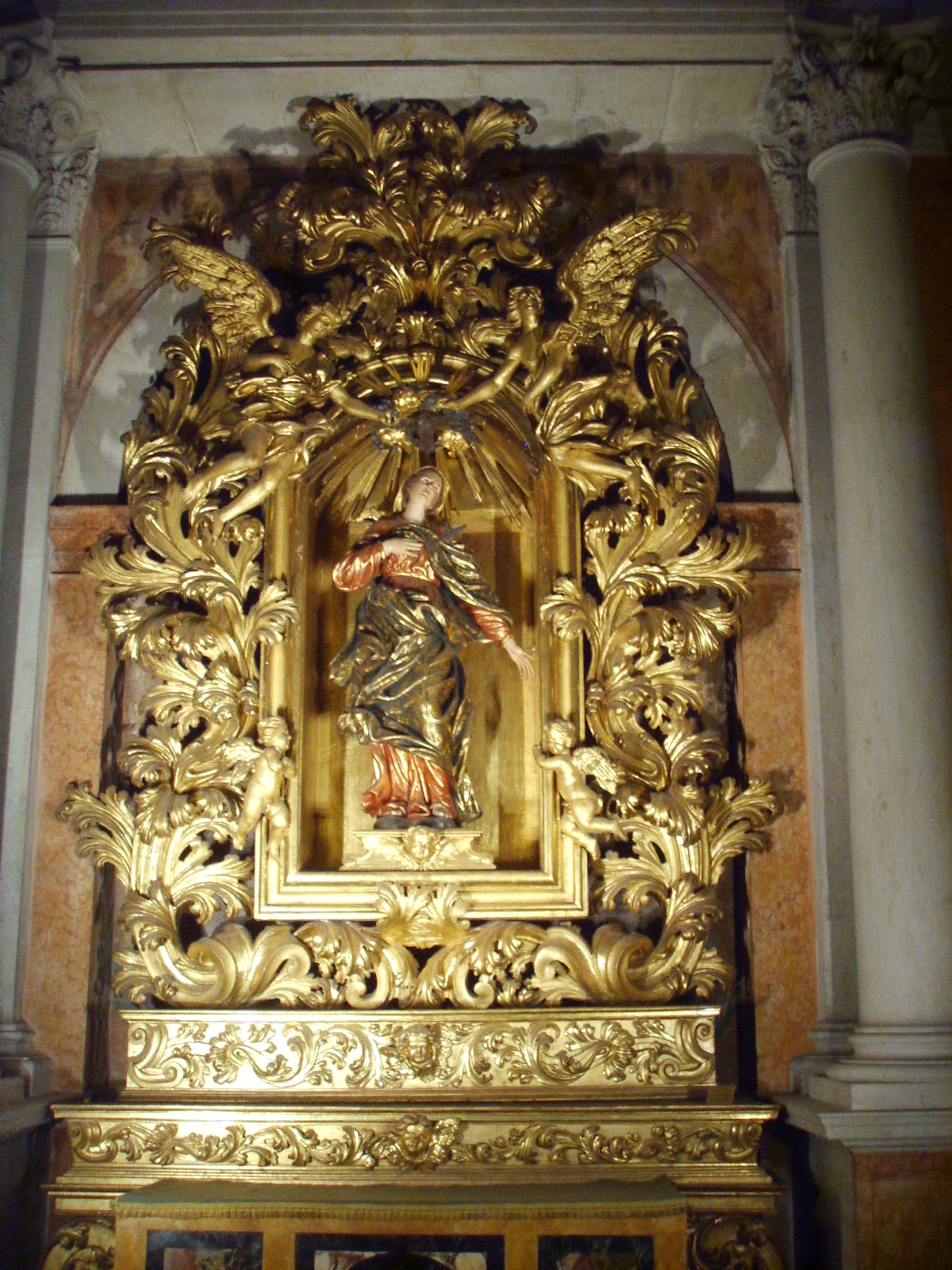
Altar de la Virgen Dolorosa
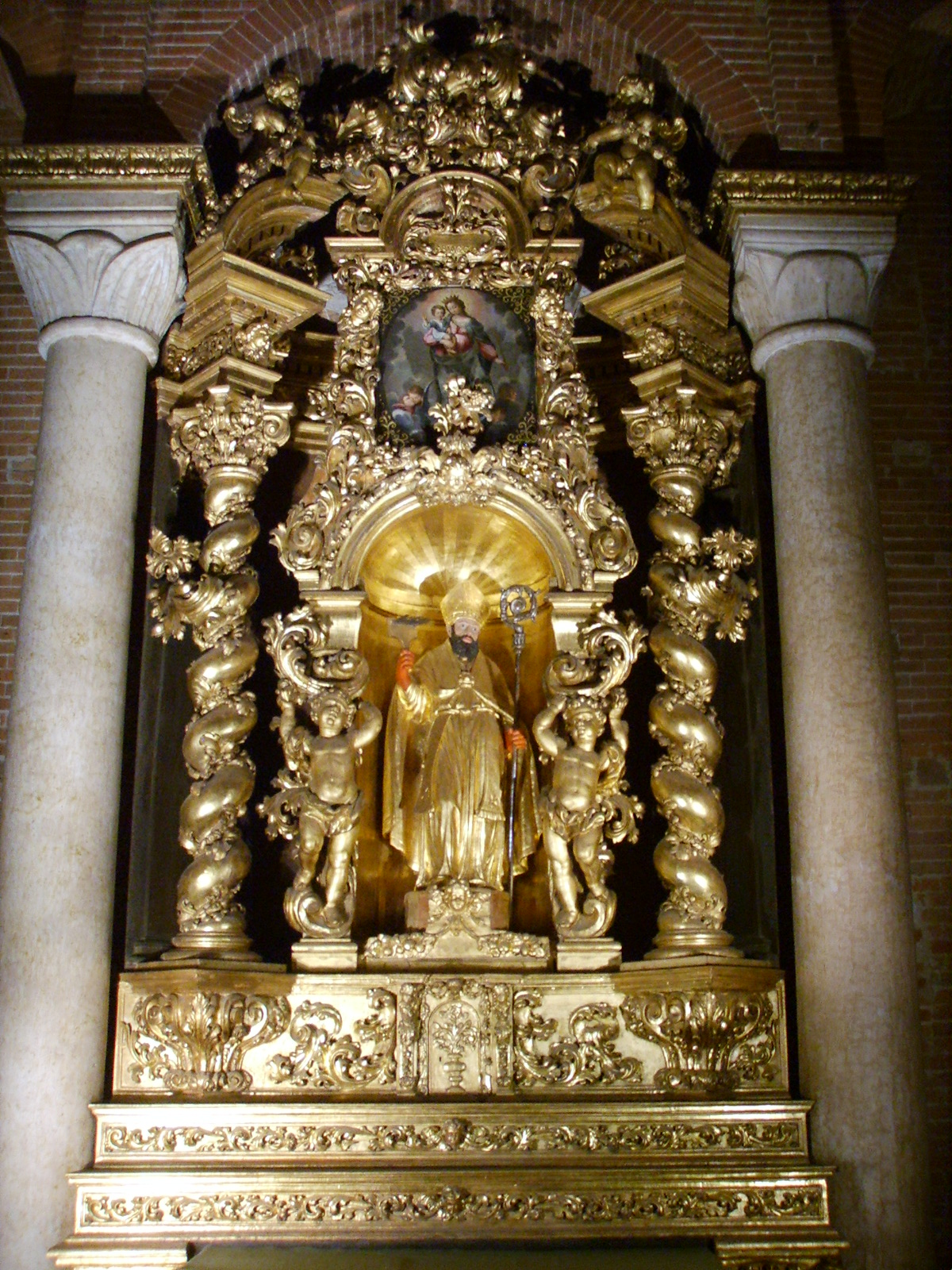
Altar san Blae